# やりかた大図鑑
『やりかた大図鑑』（やりかただいずかん）は、2014年1月16日未明（15日深夜）から3月20日未明（19日深夜）までフジテレビ系列で放送されたバラエティ番組。
正式な番組タイトル名は『すぐ役に立つかわからないけどあした誰かに教えたくなるやりかた大図鑑』である。
特別番組として2回放送され、10回限定でレギュラー化した。

## 番組概要
今は役に立たないかもしれないが、いつかは知っていて得したと思うかもしれない。そんなコンセプトのもと、様々な“やりかた”を教える、という番組。

## 出演者
MC
- 矢作兼（おぎやはぎ）
- 鈴木浩介

やりかた大図鑑編集委員長
- 小木博明（おぎやはぎ）

その他
- 旬なやりかた編集委員

## ネット局と放送時間
| 放送対象地域   | 放送局             | 系列           | 放送日時                         | 放送期間                | 遅れ       |
| -------------- | ------------------ | -------------- | -------------------------------- | ----------------------- | ---------- |
| 関東広域圏     | フジテレビ         | フジテレビ系列 | 木曜日 0:35 - 1:10（水曜日深夜） | 2014年1月16日 - 3月20日 | 制作局     |
| 宮城県         | 仙台放送           | フジテレビ系列 | 木曜日 0:35 - 1:10（水曜日深夜） | 2014年1月16日 - 3月20日 | 同時ネット |
| 長野県         | 長野放送           | フジテレビ系列 | 木曜日 0:35 - 1:10（水曜日深夜） | 2014年1月16日 - 3月20日 | 同時ネット |
| 岡山県・香川県 | 岡山放送           | フジテレビ系列 | 木曜日 0:35 - 1:10（水曜日深夜） | 2014年1月16日 - 3月20日 | 同時ネット |
| 広島県         | テレビ新広島       | フジテレビ系列 | 木曜日 0:35 - 1:10（水曜日深夜） | 2014年1月16日 - 3月20日 | 同時ネット |
| 高知県         | 高知さんさんテレビ | フジテレビ系列 | 木曜日 0:35 - 1:10（水曜日深夜） | 2014年1月16日 - 3月20日 | 同時ネット |
| 北海道         | 北海道文化放送     | フジテレビ系列 | 木曜日 0:40 - 1:15（水曜日深夜） | 2014年1月23日 - 3月27日 | 7日遅れ    |
| 福島県         | 福島テレビ         | フジテレビ系列 | 木曜日 0:40 - 1:15（水曜日深夜） | 2014年1月23日 - 3月27日 | 7日遅れ    |
| 新潟県         | 新潟総合テレビ     | フジテレビ系列 | 木曜日 0:40 - 1:15（水曜日深夜） | 2014年1月23日 - 3月27日 | 7日遅れ    |
| 福岡県         | テレビ西日本       | フジテレビ系列 | 木曜日 2:15 - 2:50（水曜日深夜） | 2014年1月23日 - 3月27日 | 7日遅れ    |
| 沖縄県         | 沖縄テレビ         | フジテレビ系列 | 金曜日 1:43 - 2:18（木曜日深夜） | 2014年1月24日 - 4月4日  | 8日遅れ    |
| 山形県         | さくらんぼテレビ   | フジテレビ系列 | 金曜日 0:35 - 1:10（木曜日深夜） | 2014年1月31日 - 4月4日  | 15日遅れ   |
| 佐賀県         | サガテレビ         | フジテレビ系列 | 金曜日 0:35 - 1:10（木曜日深夜） | 2014年1月31日 - 4月11日 | 15日遅れ   |
| 長崎県         | テレビ長崎         | フジテレビ系列 | 金曜日 1:45 - 2:20（木曜日深夜） | 2014年1月31日 - 4月11日 | 15日遅れ   |
| 静岡県         | テレビ静岡         | フジテレビ系列 | 火曜日 0:55 - 1:30（月曜日深夜） | 2014年2月4日 - 4月8日   | 19日遅れ   |
| 中京広域圏     | 東海テレビ         | フジテレビ系列 | 火曜日 0:45 - 1:20（月曜日深夜） | 2014年2月11日 - 4月29日 | 26日遅れ   |
| 秋田県         | 秋田テレビ         | フジテレビ系列 | 月曜日 0:40 - 1:15（日曜日深夜） | 2014年3月3日 - 5月12日  | 46日遅れ   |
| 熊本県         | テレビくまもと     | フジテレビ系列 | 火曜日 0:35 - 1:10（月曜日深夜） | 2014年3月25日 - 5月27日 | 68日遅れ   |

## スタッフ
- 構成：オークラ、大平尚志、酒井義文、板垣佳珠己、藤井直樹/福田雄一
- スペシャルサンクス：永竹里早
- 広報：鈴木良子
- チーフプロデューサー・演出：藪木健太郎
- プロデューサー：朝妻一
- 演出：原武範、夫馬教行
- ディレクター：白川誠、曽我和隆、新井孝輔、安部聖之
- アシスタントプロデューサー：小澤慧里子
- 制作著作：フジテレビ